# Дарвайка
Дарвайка — гора в Украинских Карпатах, в массиве Внутренние Горганы. Расположена в юго-восточной части хребта Пишконя, в пределах Хустского района Закарпатской области, северо-восточнее села Колочава.
Высота 1501,9 м (по другим данным — 1506 м). Вершина незалесненная, склоны крутые (особенно восточные и западные); подножия горы поросшие лесом. Местами есть каменные осыпи. К северу от вершины расположена гора Ясновец (1600,2 м), на юго-восток — гора Стримба (1719 м) и хребет Стримба.
Через вершину пролегает туристический пешеходный маршрут «Вершинами Пишкони».
Ближайший населенный пункт: село Колочава.